# 槙いずな
槙 いずな（まき いずな、2001年〈平成13年〉1月27日 - ）は、日本の風俗嬢、元AV女優。埼玉県出身。ティーパワーズ所属。

## 略歴
2020年（令和2年）3月、S1 NO.1 STYLE専属女優としてAVデビュー。
2021年（令和3年）12月28日、自身のTwitterにてAV女優を引退する事を発表。
2022年（令和4年）8月25日、自身のTwitterにてCLUB虎の穴に勤務することを発表。
2023年9月30日、事務所退所を発表。

## 人物
趣味は読書、特技は目隠しでカキ氷シロップの味あて。
初体験は高校1年の時で、相手は同じ軽音部の3年生の先輩。デビュー前の経験人数は2人。
AV女優となったきっかけは、付き合っていた彼にセックスの時にあまり反応がないことを指摘され、普通に反応するとはどういうことかを知るためにAVを見て興味がわき、自分も出て勉強したいと思ったから。
「槙いずな」という芸名は自身で考えたもので、『源氏物語』が好きで古風な名前に憧れていたことが由来。

## 作品

### アダルトDVD
- 新人NO.1STYLE 槙いずな AVデビュー（3月19日、S1 NO.1 STYLE）
- 超敏感スレンダーボディ めちゃイキ! 初体験3本番スペシャル（4月19日、S1 NO.1 STYLE）
- 交わる体液、濃密セックス 完全ノーカット4本番スペシャル（5月19日、S1 NO.1 STYLE）
- 激イキ220回!痙攣4900回!イキ潮10000㏄! 超敏感くびれボデイ エロス覚醒 はじめての大・痙・攣スペシャル（6月19日、S1 NO.1 STYLE）
- 華奢な少女と中年おやじのねっとり体液交換、ひたすら接吻性交（7月19日、S1 NO.1 STYLE）
- 華奢な少女の人生初! 絶頂ポルチオ開発 巨根×膣中イキオーガズム（8月19日、S1 NO.1 STYLE）
- 制服美少女 鬼畜●姦レ●プ 未熟なカラダに無理矢理捻じ込まれた巨大肉棒（9月19日、S1 NO.1 STYLE）
- 細身で小柄な女子社員が巨漢上司に出張先の相部屋ホテルで… 朝から晩まで馬乗りプレス性交され続けた一夜（10月19日、S1 NO.1 STYLE）
- 中年大好きゆら&いずなと美少女大好き絶倫変態オヤジ（11月19日、S1 NO.1 STYLE）
- 【※異常なる大絶頂】 エロス最大覚醒! 性欲が尽き果てるまで怒涛のノンストップ本気性交（12月19日、S1 NO.1 STYLE）

- イキ過ぎてお漏らししちゃった!状態なのに さらに追撃!! 人生初の失禁・おしっこ全開性交（1月19日、S1 NO.1 STYLE）
- デビュー1周年記念!素人男性解禁! 上着脱いだら5秒で即密着〜 願望を叶えようと全力ご奉仕 ファン大大大感謝祭スペシャル（2月19日、S1 NO.1 STYLE）
- 12年分の性的感情が爆発して兄妹で吐き気がするほどハメ狂った両親不在の3日間（3月19日、S1 NO.1 STYLE）
- 【パンチラ・太もも・囁き誘惑】に打ちのめされる――。 教え子の誘惑に堕ちた私は放課後ラブホで来る日も、来る日も、禁断性交を繰り返した…（4月19日、S1 NO.1 STYLE）
- ※台本一切無し!! ハメ撮り! すっぴん! 何でもアリ! 槙いずなのスケベ本性剥き出しSEX!! ガチで二人きりの温泉旅行でヤリまくった生々しすぎる超レアなエロス200%動画（5月19日、S1 NO.1 STYLE）
- 槙いずな初ベスト S1デビュー1周年 最新12タイトル8時間スペシャル（6月7日、S1 NO.1 STYLE）※単体ベスト、BD版同時発売
- 陸上マニアに狙われて… 粘着ストーカーの猟奇的な盗撮映像を晒された制服少女（6月19日、S1 NO.1 STYLE）
- 巨漢と家族 義父とおじさん(3人)の圧迫プレスに愛を感じる小さくて華奢な女の子（8月19日、S1 NO.1 STYLE）
- 禁欲させられ欲求爆発の槙いずなが射精したくて堪らないオナ禁中の一般男性を狂ったように抜きまくる究極の男ヲ犯ス逆痴漢（9月28日、エスワン）
- ※ドM美少女、痴女開花 オナニーができなくなるまで精巣空っぽにしてくれるドスケベ淫語メンズエステ（10月26日、S1 NO.1 STYLE）
- 1ヶ月の猶予をあげたのに他の男に夢中だからずっと好きだった親友の彼氏を骨の髄まで寝取ってヤッた話。 槙いずな（12月28日、S1 NO.1 STYLE）

- 槙いずな引退 AV女優の本懐 過去最高に抜ける完全燃焼キメセク3本番（1月25日、S1 NO.1 STYLE）
- 槙いずな AV引退 デビューからS1卒業までの軌跡 全20タイトル完全コンプリートメモリアルBOX 16時間（5月24日、S1 NO.1 STYLE）※単体ベスト、BD版同時発売

### VR
- 間近で見るデカチンに大興奮… 華奢腰フリまくり潮吹き連続オーガズム! 一緒にイッてイッてイキまくる超密着VR（2020年10月2日、S1 NO.1 STYLE）
- 僕の彼女はAV女優“槙いずな” クールな印象だったけど実は人懐っこくて笑顔が超似合う! 甘えん坊で常にベタベタ密着!耳元で挿入おねだりイクイク早漏VR（2020年12月18日、S1 NO.1 STYLE）
- 【顔面特化×槙いずな】ゴスロリお嬢様はお痴置きが好き 性処理係に任命された執事見習いの僕 槙いずな（2021年12月23日、S1 NO.1 STYLE）

### イメージDVD
- Izuna 海といずなの夏物語（2020年10月8日、REbecca）
- ALL NUDE（2021年1月25日、Aircontrol）

## 書籍・その他

### 写真集
- 槙いずな 1st写真集 いーたん（2021年2月20日、ジーオーティー、撮影：上野勇）ISBN 978-4-8236-0143-9

### デジタル写真集
- とられち 槙いずな（2022年1月19日、TranceRetinal、撮影：コハラタケル）

### 雑誌
- 週刊アサヒ芸能 2020年3月26日特大号（徳間書店） - 袋とじ「純真スレンダー S級新人Wデビュー」
- 月刊FANZA 2020年5月号（ジーオーティー） - インタビュー「HATSUMONO!」
- 月刊ナイナイ北陸 2021年3月号（電王堂出版） - 表紙[8]
- 月刊FANZA 2021年4月号（ジーオーティー） - グラビア

### カレンダー
- 槙いずな 2021年 カレンダー（2020年10月17日、わくわく）
- 卓上 槙いずな 2021年 カレンダー（2020年10月17日、わくわく）

## 出演

### テレビ番組
- ほろ酔いりりぴ #4 - #6 （2021年3月3日、4月3日、5月5日、エンタ!959）
- 魚拓と成瀬のツキとスッポンぽん #350・#351（2021年5月16日・23日、パチ・スロ サイトセブンTV）[9]

### ウェブ番組
- 大槻ひびきの「お尻ペン吉」だよ! #146（2021年3月4日、ニコニコ生放送）[10]

### ゲーム
- 社長と美女たちの二重奏（2024年3月6日[11]、CREAM SOFT）- 水野美咲 役[12]